# مغفل مفيد
في السياقات السياسية، يعتبر مصطلح المغفل المفيد (بالإنجليزية: Useful Idiot)‏ مصطلحًا مهينًا وساخرًا لأي شخصٍ استُخدمَ عميلًا مساعدًا لحركاتٍ سياسية لا يعلم حقيقتها بشكلٍ كامل. يعود تاريخ استخدام هذا المصطلح في الأصل لفترة الحرب الباردة، حيث يصف هذا المصطلح بعض من الجماهير غير الشيوعيين الذين كانوا عرضة للتأثر بالحملات الشيوعية الكاذبة والاستغلالية. يعتقد بأن هذا المصطلح ينسب إلى فلاديمير لينين، إلا أنه لا توجد أدلة كافية تؤكد هذه النظرية.

## أصل المصطلح

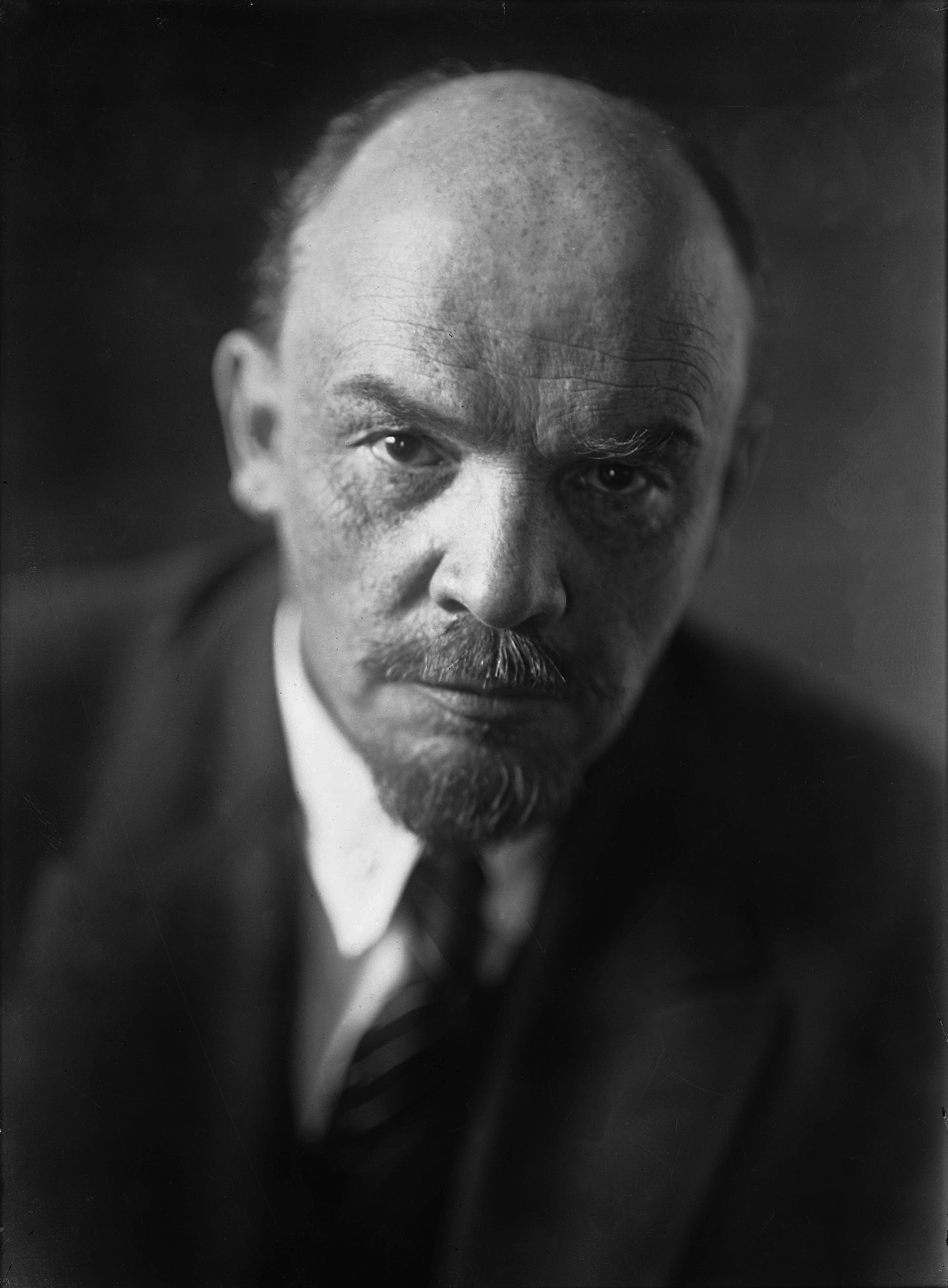
غالبًا ما ينسب هذا المصطلح إلى فلاديمير لينين.

يُنسب مُصطلح «مغفل مفيد» إلى فلاديمير لينين، إلا أنه لا توجد أدلة كافية تبين بأنه قد استخدم هذا المصطلح في أوراقه الرسمية قط، وعلى الرغم من ذلك، لا يزال الكثير ينسب استعمال هذا المصطلح له. حاول الصحفي الأمريكي ويليام سافير التحقيق في أصل هذه العبارة، حيثُ ذكر في مقالةٍ له في صحيفة نيويورك تايمز في عام 1987 بأن أمين مكتبة الكونغرس (وهو شخص مرجعي رفيع المستوى) لم يتمكن من العثور على هذا المصطلح في سجل أعمال لينين. كما أضاف ويليام بأن أمين المكتبة قد رجح بأن المصطلح لا يمت للينين بصلة، ويعزى ذلك لعدم وجود أدله جديدة لهذا الاعتقاد. وبشكل مشابه، ذُكر في قاموس أكسفورد الإنجليزي بأن مصطلح المغفلون المفيدون "useful idiot" لا تعكس أي دلالات تشير إلى استخدامها في الاتحاد السوفيتي.
عرّف هينريش تسشوك المصطلح في عام 1804 بأنه «أي شخص ضحى بنفسه لأهداف نرجسية يسمى بالمغفل المفيد.»
استُخدام هذا المصطلح سابقًا في السياسة، تحديدًا في مجلة ساترداي ريفيو الأمريكية في اليوم العاشر من شهر يونيو (حزيران) 1864، حيث سخرَ سياسي من مصوت لم يذكر اسمه قـائلًا: «إنه أحد المغفلين المفيدين» وذلك تعليقًا على موقفه المتطرف المعارض للحكومة آنذاك.
في يونيو (حزيران) 1948 استخدم المصطلح مرةً أخرى في مقالةٍ لصحيفة نيويورك تايمز عن السياسة الإيطالية المعاصرة بعنوان «ظهور التحول الشيوعي في أوروبا»، حيثُ أشارت المقالة إلى مذكرة خاصة بالحزب الوسطي الاشتراكي الديمقراطي الإيطالي عنوانها الجنس البشري "L'Umanità". والتي ذكر فيها أن من دخل في الجبهة الديمقراطية الشعبية الأمامية مع الحزب الشيوعي الإيطالي من الحزب الاشتراكي الإيطالي في الانتخابات العامة عام 1948 بأنهم سيخيرون بين الإندماج مع الحزب الشيوعي الإيطالي أو مغادرة التحالف. واستخدم المصطلح لاحقًا في مقال الاتحاد الأمريكي الصحفي في عام 1955 كإشارةٍ إلى الإيطاليين الداعمين للشيوعية. بالإضافة إلى أن مجلة تايم الأمريكية قد وظفت هذا المصطلح لأول مرة في شهر يناير (كانون الثاني) 1958 في مقالة كتب فيها أن بعض من المنتمين إلى الحزب الديمقراطي المسيحي الإيطالي قد نعتوا الناشط الاجتماعي الإيطالي دانيلو دولسي بـ«المغفل المفيد» لدعمه للشيوعية ثم تواترَ استعمال هذه العبارة لاحقًا في مقالات أخرى بشكلٍ دوري.
من ناحيةٍ أخرى، فقد ظهرت عبارة مشابهه لـمصطلح «المغفلون المفيدون»، وهي «الأبرياء المفيدون». قد ورد في كتاب "Planned Chaos" (الفوضى المدبرة) والذي نشر في عام 1947 للعالم في مجال الاقتصاد لودفيج فون ميزس (وهو عالم أمريكي من أصول نمساوية)، حيثُ ذكر فيه أن هذا المصطلح قد استخدم من قبل الشيوعيين تجاه الليبراليين، الذين وصفهم العالم الكاتب «بالمتعاطفين المضللين والمشوِّشين» ومن الجدير بالذكر أنه هذا المصطلح قد ظهر أيضاً في مجلة ريدرز دايجست عام 1946 في مقالةٍ عنوانها: «درس يوغوسلافيا المأساوي للعالم» والذي كتبه بوجدان راديتسا الذي خدم في منفى الحكومة اليوغوسلافية خلال الحرب العالمية الثانية والذي دعم أيضًا أنصار الرئيس اليوغوسلافي الأسبق جوزيف بروز تيتو (بالرغم من أنه ليس شيوعيًا) والذي دعم حكومة تيتو الجديدة لفترةٍ وجيزة قبيل مغادرته إلى مدينة نيويورك الأمريكية. يذكر أن راديستا قد قال ذات مرة باللغة الصربية الكرواتية: «لدى الشيوعيون عبارةً تخص الديمقراطيون الحقيقيون الراغبون بالتعاون مع الشيوعيين لأجل» الديمقراطية«، وهي»Korisne Budale«أو المغفلون المفيدون».

## استخدام المصطلح
من الجدير بالذكر، أنه في عام 1959، كتب إد ديرونسكي وهو عضو في الكونجرس من ولاية إلينوي الأمريكية، مقالةً افتتاحية في صحيفة شيكاغو دايلي كالوميت ذكر فيها «هؤلاء من سماهم لينين بالمغفلين المفيدين في لعبة الشيوعية» في إشارةٍ إلى الأمريكيين الذين سافروا إلى الاتحاد السوفيتي «كداعمين للسلام»، وقد تم تقييد هذه المقالة في سجلات الكونجرس. في عام 1961م، أكد الصحفي الأمريكي فرانك جيبني بأن لينين هو من صاغ عبارة «المغفل المفيد»، كما أضاف جيبني أن النعت كان وصفًا جيدًا لأتباع الشيوعيين من جان بول سارتر مرورًا بالاشتراكيين اليساريين في اليابان وحتى أعضاء الجبهة الشعبية التشيلية. ذكر الدبلوماسي السابق والذي تمركز في عدد من دول أمريكا اللاتينية خلال الثلاثينيات والأربعينات والناشط السابق في شركة يونايتد فروتس سبريل برادين في خطاب ألقاه عام 1965 بأن العبارة قد تم استخدامها من قبل جوزيف ستالين للإشارة إلى ما ذكره برادن في وصف داعمي حملات الاتحاد السوفيتي الدعائية «برغم أن أعدادهم لا تحصى، الا أنهم مغفلون ذوي نوايا حسنة ومثاليين».
ناقش الصحفي الأمريكي ويليام سافير في مقاله المنشور في صحيفة نيويورك تايمز عام 1987 الاستخدام المتزايد لعبارة «المغفل المفيد» تجاه «أي شخص لا يقف ضد الشيوعية بالشكل المطلوب وذلك بحسب وجهة نظر مستخدم العبارة» بمن فيهم أعضاء الكونجرس الذين دعموا كونترا والجبهة الساندينية للتحرير الوطني في نيكاراغوا بالإضافة إلى دعمهم لحزب العمل الهولندي. كما تجدر الإشارة إلى أن الزعيم السياسي المحافظ هوارد فيليبس قد صرح ذات مرة بأن الرئيس الأمريكي رونالد ريغان «مغفلٌ مفيدٌ للبروبغندا السوفيتية» ولذك آثر إبرامه لمعاهدة الصواريخ النووية متوسطة المدى مع الزعيم السوفيتي ميخائيل غورباتشوف.

## التسمية
المُصطلح الإنجليزي Useful Idiot (وينطق بالإنجليزية: /juːsfʊl ˈɪdɪətˈ/)، ويُترجم إلى ترجماتٍ متنوعة أشهرها: مغفل مفيد، مغفل نافع، ساذج مفيد، ساذج نافع. يُستعمل أيضًا مصطلح Useful fool بمعنى أحمق مفيد.

## وصلات خارجية
- الساذجون المفيدون (الفيلم الوثائقي) . بي بي سي وورلد سيرفيس . 2010.